# The Big Bopper
Jiles Perry (J.P. of Jape) Richardson Jr. (beter bekend onder zijn artiestennaam The Big Bopper) (Sabine Pass (Texas), 24 oktober 1930 – bij Clear Lake (Iowa), 3 februari 1959) was een Amerikaans zanger en diskjockey.

## Biografie
Hij werd geboren in Sabine Pass, een dorp in Texas. Tijdens zijn rechtenstudie werkte hij parttime bij het radiostation KTRM radio. Na zijn militaire diensttijd trad hij in vaste dienst. Omdat de bop midden jaren '50 een populaire dans was, koos hij als zijn pseudoniem The Big Bopper.
Als diskjockey werd hij vooral bekend in 1957, toen hij een wereldrecord non-stop uitzenden vestigde van vijf dagen, twee uur en acht minuten. In die tijd draaide hij 1821 platen en viel hij 16 kilo af.
Richardson, een goed gitarist, componeerde vervolgens een aantal bekend geworden songs. Bekende nummers van hem waren "White Lightning", "Running Bear" (in Nederland met succes gecoverd door het Cocktail Trio) en vooral "Chantilly Lace", dat in zijn eigen uitvoering in de Verenigde Staten een nummer 1-hit werd.

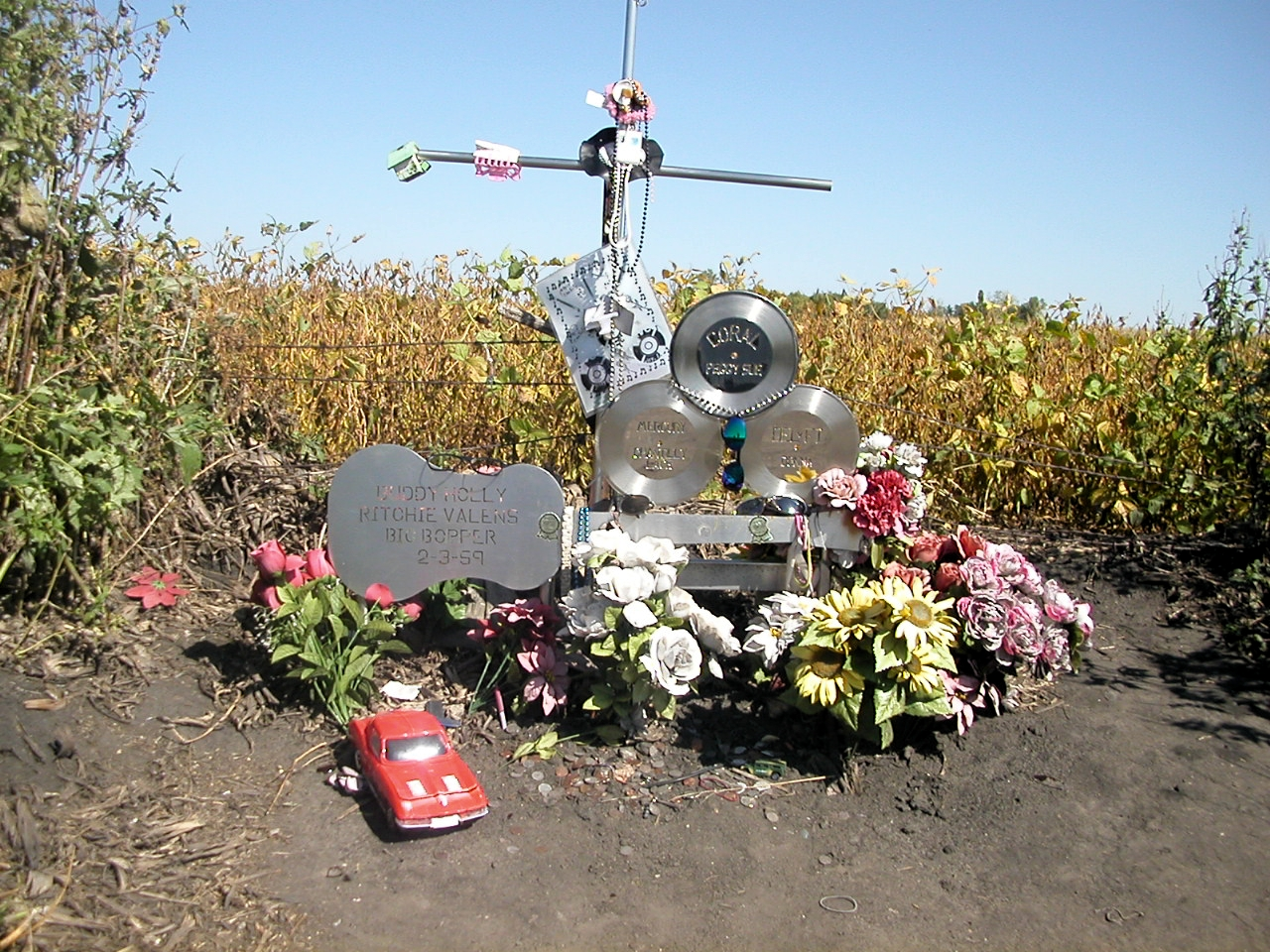
Monument voor Holly, Valens en Richardson in Iowa

Door het succes van het laatste nummer ging The Big Bopper meer optreden. In de winter van 1959 maakte hij, samen met onder anderen Buddy Holly en Ritchie Valens, een tournee, The Winter Dance Party. Buddy Holly had een Beechcraft Bonanza vliegtuig gecharterd voor hem en zijn band naar het volgende optreden, maar The Big Bopper was verkouden en wilde een afspraak maken bij de dokter, en vroeg aan Waylon Jennings (de bassist van Buddy Holly) of hij van plaats wilde ruilen met hem. Dat deed deze dus. Valens tosste zelfs met een lid van Holly's band The Crickets om de laatste plaats in het toestel, en "won" de toss.
In de nacht van 3 februari 1959 kwam het vliegtuig in een sneeuwstorm terecht en stortte neer. Richardson kwam, op 28-jarige leeftijd, om het leven. Ook Holly, Valens en de piloot van het toestel verloren het leven. Deze dag leeft in de Amerikaanse popgeschiedenis voort als "The Day the Music Died."
Postuum werd hij in 2004 opgenomen in de Texas Country Music Hall of Fame.
- Bibliothèque nationale de France: cb138915055 (data)
- Gemeinsame Normdatei: 134329252
- International Standard Name Identifier: 0000 0001 1833 6221
- Library of Congress Control Number: n88614904
- Nationale Bibliotheek van Letland: 000079338
- MusicBrainz: fa77efc7-e40a-438e-9521-a85e64e26044
- National Archives and Records Administration: 10570727
- Nationale Bibliotheek van Tsjechië: xx0144992
- Nederlandse Thesaurus van Auteursnamen: 18655849X
- SNAC: w6t88m49
- Virtual International Authority File: 89802460
- WorldCat: E39PBJrgCp4dJtpHGP7X9tptrq